# 霹靂總教練
《霹靂總教練》是三田紀房於1996年至2002年在日本文藝社《週刊漫画ゴラク》上連載的棒球漫畫作品。

## 故事概要

### 桐野高中篇
故事從群馬縣的縣立學校桐野高中棒球社為舞台開始。
桐野創立超過100年，棒球社也已經超過90年，但尚未打進甲子園。

## 出場人物

### 桐野高中篇
黑木龍次
男主角。家裡是開豆腐店的（黑木豆腐店），高中棒球社的監督，並非正式教員。以前是桐野高中的隊員，與森岡為投補搭檔，但在往甲子園的預選決賽最後一局時輸掉。

### 鷲森高中篇

#### 坂本篇
坂本拓也
投手。
淺井和史
小笠原剛
八角和秀
駒入由和
木挽憲俊
山内洋平
福松春男
大原雅也